# AEG PE
L'AEG PE (Panzer Einsitzer, corazzato monoposto)  fu un aereo da caccia ed da attacco al suolo monomotore triplano sviluppato dall'azienda tedesco imperiale Allgemeine Elektrizitäts-Gesellschaft (AEG) negli anni dieci del XX secolo e rimasto allo stadio di prototipo.
Primo ed unico modello multiruolo di questo tipo, ed unico esempio di triplano destinato a missioni di cooperazione con l'esercito, si dimostrò carente nel ricoprire entrambi i ruoli ed il suo sviluppo venne interrotto.

## Storia del progetto
Tra la fine del 1917 e l'inizio dell'anno successivo, l'ufficio tecnico dell'AEG avviò lo sviluppo di un nuovo modello da proporre all'attenzione dell'Idflieg: un nuovo velivolo che avrebbe, grazie alle sue caratteristiche, ricoprire sia il ruolo di aero da caccia che da attacco al suolo. Il progetto era relativo ad un velivolo da destinare alla Luftstreitkräfte, la componente aerea del Deutsches Heer (l'esercito imperiale tedesco), che abbinava una fusoliera monoposto, tipica dei caccia, ad una blindatura in lega leggera che aveva la funzione di proteggere motore, serbatoio di combustibile e pilota dal fuoco nemico proveniente dal basso tipico delle missioni da appoggio alle truppe di terra effettuate a bassa quota.
Il prototipo, indicato dall'azienda come PE (Panzer Einsitzer, corazzato monoposto), venne portato in volo per la prima volta nel marzo 1918, quindi sottoposto ad una commissione di valutazione dell'Idflieg. Le prove effettuate però non diedero riscontri soddisfacenti in quanto, benché facile da pilotare, risultò carente nella stabilità del volo, inadeguato nelle prestazioni di combattimento aereo con un caccia avversario ed inaccettabile nel solo utilizzo come aereo da attacco al suolo. Benché respinto l'azienda, convinta della validità di alcune soluzioni tecniche adottate, riversò l'esperienza acquisita con il suo sviluppo in un nuovo progetto, il DJ.I.

## Utilizzatori
Germania
- Luftstreitkräfte (previsto)